# رصدخانه سین کیانگ
رصدخانه سین کیانگ (انگلیسی: Xinjiang Astronomical Observatory) (XAO؛ چینی: 新疆天文台؛ پین‌یین: Xīnjiāng tiānwéntái) یا (XAO) وابسته به آکادمی علوم چین، قبل از تغییر نام در ژانویه ۲۰۱۱، به عنوان رصدخانه نجومی اورومچی شناخته می‌شد.
تحقیقات کنونی در XAO زمینه‌های گوناگونی از نجوم را در بر می‌گیرد. این شامل اخترشناسی رادیویی، نجوم نوری و کاربردهای نجوم، به‌ویژه تپ اخترها، شکل‌گیری و تکامل ستارگان و کهکشان‌ها و کیهان‌شناسی، اخترفیزیک انرژی بالا، گیرنده مایکروویو، فناوری دیجیتال، جی‌پی‌اس و غیره است. آزمایشگاه اخترفیزیک رادیویی XAO عضوی از آزمایشگاه‌های کلیدی نجوم رادیویی در آکادمی علوم چین است و همچنین به عنوان آزمایشگاه کلیدی منطقه خودمختار سین‌کیانگ اویغور اعطا شده‌است. XAO سایت نانشان، سایت کاشغر، سایت قیتای و دو ایستگاه زمینی مستقل دیگر را اداره می‌کند.

## امکانات
امکانات این رصدخانه شامل تلسکوپ رادیویی نانشان است (به فهرست تلسکوپ‌های رادیویی #آسیا مراجعه کنید) که در شهرستان گانگو، شهرستان اورومچی (۴۳°۲۸′۱۷″ شمالی ۸۷°۱۰′۴۱″ شرقی / ۴۳٫۴۷۱۳۹°شمالی ۸۷٫۱۷۸۰۶°شرقی). قرار دارد. سایت تلسکوپ ۲۵ متری در نانشان XAO یکی از ایستگاه‌های مهم تداخل سنجی خط پایه بسیار بلند (VLBI) است. ایستگاه نانشان به عنوان یک پایگاه تحقیقاتی حیاتی برای تپ اختر، خط مولکولی موج سانتی‌متری و تحقیقات هسته‌های کهکشانی فعال، نقش مهمی در برنامه اکتشاف ماه چین ایفا می‌کند.